# Okręty desantowe projektu 775
Okręty desantowe projektu 775 (w kodzie NATO: Ropucha) – typ okrętów desantowych z okresu zimnej wojny, budowanych w Polsce, używanych głównie przez marynarkę ZSRR, a następnie Rosji. Zbudowano 28 jednostek trzech podtypów. Klasyfikowane były w ZSRR i Rosji początkowo jako średnie okręty desantowe (SDK), a ostatecznie duże okręty desantowe (BDK).
Obszerna nadbudówka okrętów jest przystosowana do zakwaterowania  piechoty morskiej. Pokład ładunkowy ma powierzchnię ok. 600 m kwadratowych. Można na nim zmieścić ok. 20 pojazdów lub ładunek o masie 450 t. Jednostki tego typu są przystosowane do rejsów oceanicznych. Pomimo dużych rozmiarów, okręty są przystosowane do bezpośredniego wyładunku pojazdów na nieprzygotowany brzeg.

## Historia

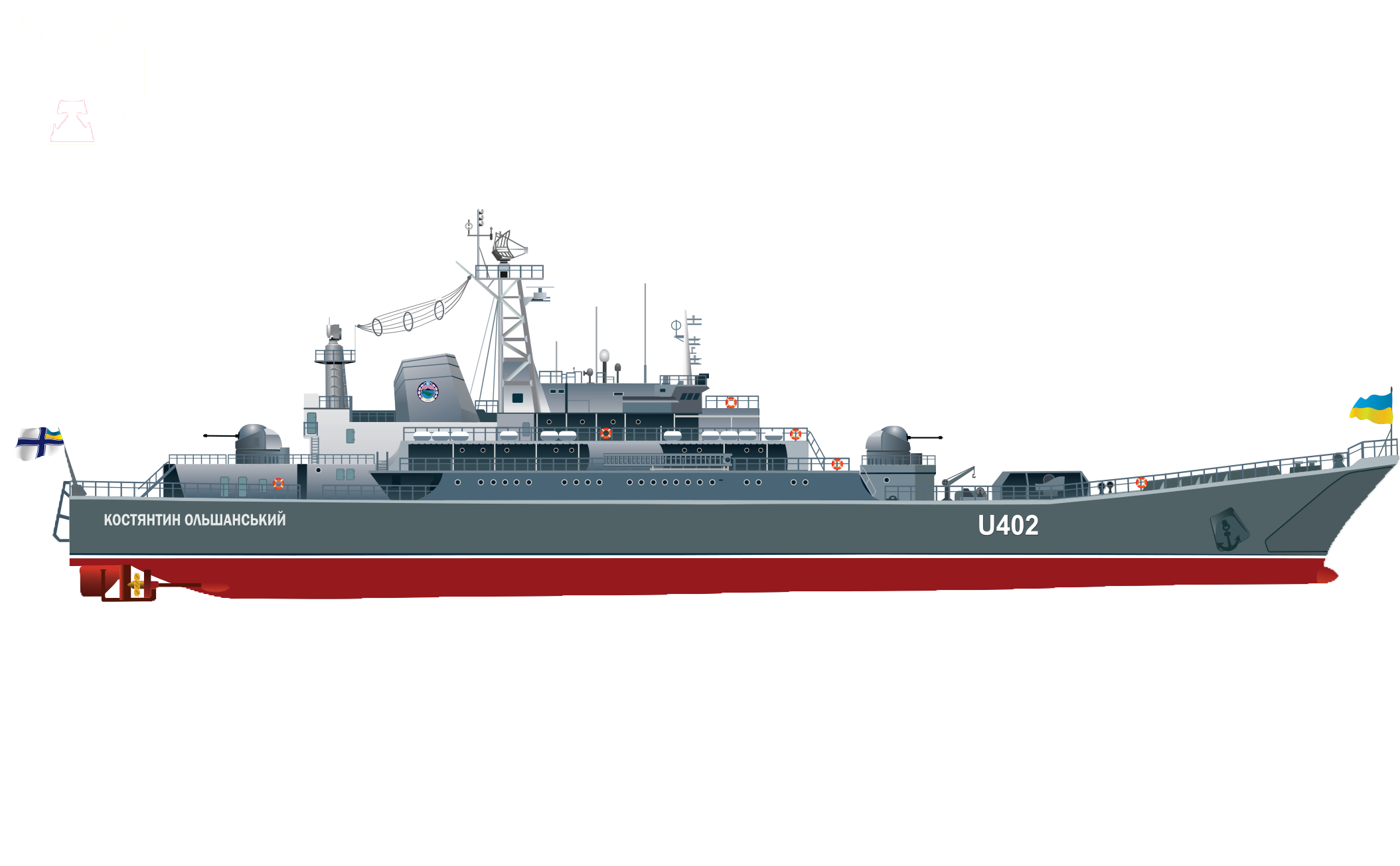
Sylwetka proj. 775/II

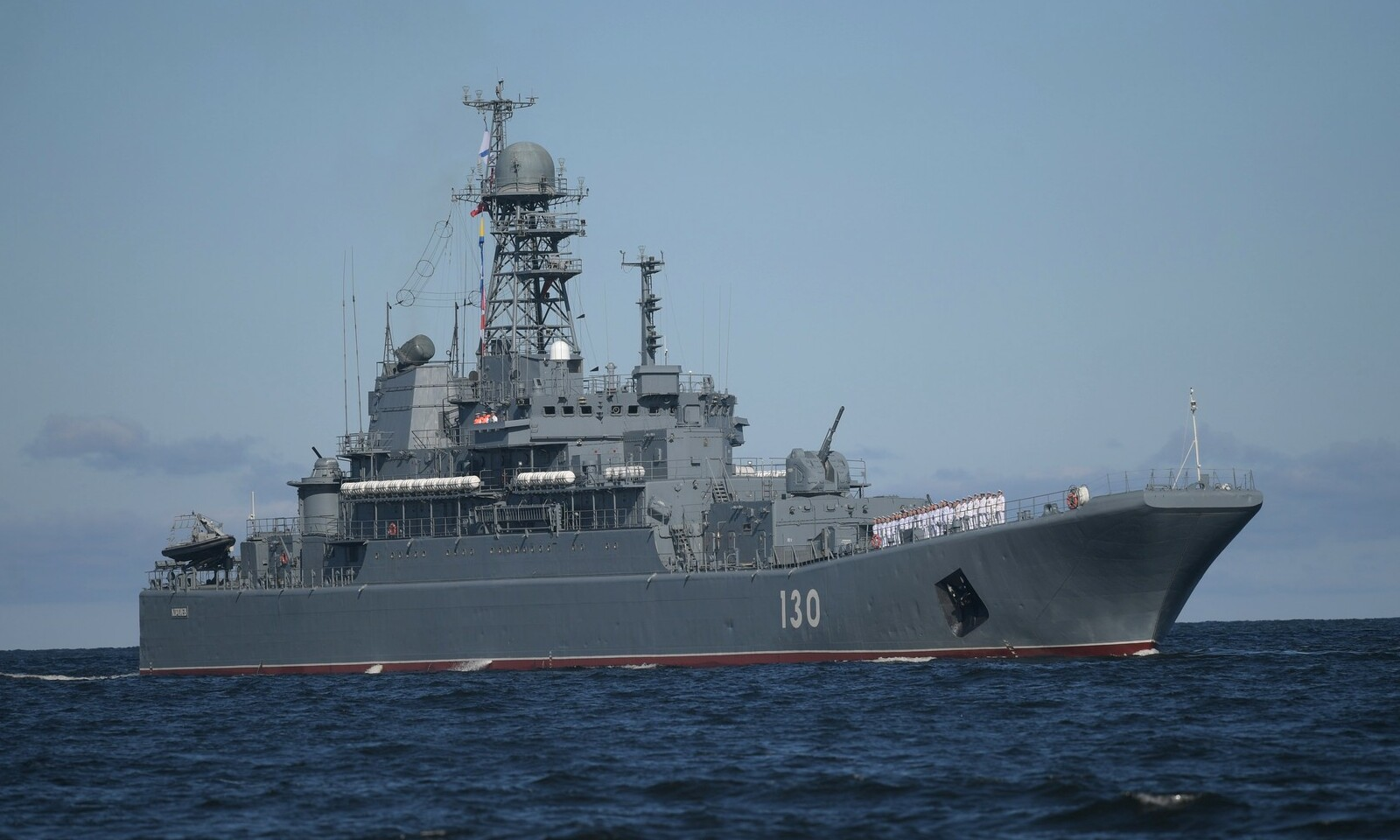
„Korolow” proj. 775/III

Dopiero po II wojnie światowej Marynarka Wojenna ZSRR zaczęła rozwijać siły desantowe, które jednak początkowo składały się z niewielkich okrętów o małej autonomiczności, przeznaczonych do operacji przybrzeżnych. Od lat 60. wiodącym dostawcą okrętów desantowych dla ZSRR stała się Polska, gdzie zaprojektowano i zbudowano w Stoczni Północnej w Gdańsku według wymagań radzieckich długą serię średnich okrętów desantowych projektów 770, 771 i 773 (w kodzie NATO typ Polnochny). Jednocześnie na przełomie lat 60. i 70. zbudowano w ZSRR pierwszą serię 14 dużych okrętów desantowych projektu 1171 (w kodzie NATO typ Alligator), opartych na konstrukcji statków handlowych, dysponujących możliwością pływania oceanicznego i większymi możliwościami transportowymi. Następcami obu tych rodzin okrętów były budowane od lat 70. okręty projektu 775, również opracowane według wymagań radzieckich w Stoczni Północnej w Gdańsku, które stały się podstawą radzieckich pełnomorskich sił desantowych do końca istnienia ZSRR. Oprócz nich, w ZSRR zbudowano jeszcze tylko trzy duże uniwersalne okręty desantowe projektu 1174, lecz okazały się one nieudane.
Wymagania na nowy średni okręt desantowy, będący następcą okrętów projektu 773, marynarka ZSRR sformułowała w 1968 roku. Głównym konstruktorem był inż. O. Wysocki, a ze strony zamawiającego prace projektowe nadzorował początkowo komandor B. Mołożożnikow. W toku prac jednak marynarka ZSRR zdecydowała o powiększeniu okrętów w celu zwiększenia ich możliwości transportowych. Początkowo były one nadal klasyfikowane jako okręty desantowe średnie (ros. СДК – SDK), lecz w 1983 roku przeklasyfikowano je na okręty desantowe duże (ros. БДК, Большой Десантный Корабль – BDK, Bolszoj Diesantnyj Korabl). Okręty te zostały na nowo zaprojektowane i dzięki zwiększeniu wymiarów w stosunku do projektu 773, przede wszystkim szerokości z 9 do 15 metrów, ich wyporność wzrosła czterokrotnie oraz mogły przewozić po 13 czołgów zamiast 5–6. Istotną różnicą stało się dostosowanie do pływania oceanicznego i dłuższych rejsów przez zwiększenie autonomiczności z kilku do 30 dni. Podobnie jak poprzednie okręty, służyły do bezpośredniego wysadzania wojsk na nieprzygotowanym brzegu lub desantowania pojazdów pływających; w tym celu dysponowały furtą dziobową, a ponadto furtą rufową służącą do załadunku. 
Pierwszy okręt SDK-47 (późniejszy BDK-47) wszedł do służby w 1974 roku. Wszystkie budowano w Stoczni Północnej im. Bohaterów Westerplatte w Gdańsku. Ogółem zbudowano do 1978 roku 12 okrętów projektu 775 (775/I). Po przerwie, od 1980 do 1988 roku zbudowano dalsze 13 okrętów ulepszonego projektu 775/II, po czym jeszcze trzy powstały w latach 1988–91 według projektu 775/III (określane też w literaturze jako 775M). W projekcie 775/II wprowadzono niewielkie zmiany, unowocześniając głównie wyposażenie elektroniczne. W zmodernizowanym projekcie 775/III natomiast dwie podwójne armaty uniwersalne kalibru 57 mm AK-725 zamieniono na jedną armatę uniwersalną 76 mm AK-176 i dwa zestawy artyleryjskie 30 mm obrony bezpośredniej AK-630M, a radar Rubka zamieniono na nowszy Pozitiw, w półkulistej osłonie. Ostatnie dwa okręty, nieodebrane przed rozpadem ZSRR, zostały po perturbacjach związanych z płatnością przekazane dopiero po 1992 roku przez stocznię marynarce Rosji.
W kodzie NATO okręty zostały oznaczone jako typ Ropucha, względnie Ropucha I (polskim słowem z uwagi na ich pochodzenie), a projekt 775/III (775M) jako typ Ropucha II. W rosyjskim piśmiennictwie oznaczenia są najczęściej zapisywane w formie: projektu (ros. проекта) 775, 775-II i 775-III.
| Nr bud.                                                                                             | Nazwa                           | Wejście do służby | Flota*, uwagi, dodatkowe źródła                              |
| proj. 775/I:                                                                                        | proj. 775/I:                    | proj. 775/I:      | proj. 775/I:                                                 |
| --------------------------------------------------------------------------------------------------- | ------------------------------- | ----------------- | ------------------------------------------------------------ |
| 1                                                                                                   | BDK-47                          | 1974              | FP, wycofany w 1994                                          |
| 2                                                                                                   | BDK-48                          | 1975              | FOS, wycofany w 1994                                         |
| 3                                                                                                   | BDK-63                          | 1975              | FOS, wycofany w 1994                                         |
| 4                                                                                                   | BDK-90                          | 1975              | FOS, wycofany w 1994                                         |
| 5                                                                                                   | BDK-91 → Oleniegorskij gorniak  | 30. 06. 1976      | FP                                                           |
| 6                                                                                                   | BDK-181                         | 1976              | FOS, wycofany w 1994                                         |
| 7                                                                                                   | BDK-182 → Kondopoga             | 30. 11. 1976      | FP                                                           |
| 8                                                                                                   | BDK-183 → Kotłas                | 15. 03. 1977      | FP, wycofany w 2005                                          |
| 9                                                                                                   | BDK-197                         | 1977              | FOS, wycofany w 1994                                         |
| 10                                                                                                  | BDK-200                         | 1977              | FP, wycofany w 1998                                          |
| 11                                                                                                  | BDK-55 → Aleksandr Otrakowskij  | 30. 05. 1978      | FP                                                           |
| 12                                                                                                  | BDK-119 → 139                   | 1978              | w 1979 sprzedany do Jemenu                                   |
| proj. 775/II:                                                                                       |                                 |                   |                                                              |
| 13                                                                                                  | BDK-14                          | 1981              | FOS, wycofany przed 2015                                     |
| 14                                                                                                  | BDK-101 → Oslabia               | 30. 12. 1981      | FOS                                                          |
| 15                                                                                                  | BDK-105                         | 1981              | FB, wycofany przed 2015                                      |
| 16                                                                                                  | BDK-98 → Admirał Niewielskoj    | 28. 09. 1982      | FOS                                                          |
| 17                                                                                                  | BDK-32                          | 1982              | FP, wycofany przed 2015                                      |
| 18                                                                                                  | BDK-43 → Minsk                  | 30. 05. 1983      | FB, prawdopodobnie zniszczony 12/13 września 2023            |
| 19                                                                                                  | BDK-58 → Kaliningrad            | 30. 12. 1984      | FB                                                           |
| 20                                                                                                  | BDK-45 → Gieorgij Pobiedonosiec | 30. 12. 1984      | FP                                                           |
| 21                                                                                                  | BDK-56 → Konstantin Olszanskij  | 1985              | FCz, w 1996 przekazany Ukrainie jako „Kostiantyn Olszanśkyj” |
| 22                                                                                                  | BDK-100 → Aleksandr Szabalin    | 30. 01. 1986      | FB                                                           |
| 23                                                                                                  | BDK-64 → Cezar Kunikow          | 30. 09. 1986      | FCz, zatopiony 14 lutego 2024                                |
| 24                                                                                                  | BDK-46 → Nowoczerkassk          | 30. 11. 1987      | FCz, zniszczony 26 grudnia 2023                              |
| 25                                                                                                  | BDK-67 → Jamał                  | 30. 04. 1988      | FCz                                                          |
| proj. 775/III (775M):                                                                               |                                 |                   |                                                              |
| 26                                                                                                  | BDK-54 → Azow                   | 12. 10. 1990      | FCz                                                          |
| 27                                                                                                  | BDK-11 → Pierieswiet            | 30. 04. 1991      | FOS                                                          |
| 28                                                                                                  | BDK-61 → Korolow                | 30. 04. 1991      | FB                                                           |
| * FB – Flota Bałtycka, FCz – Flota Czarnomorska, FOS – Flota Oceanu Spokojnego, FP – Flota Północna |                                 |                   |                                                              |

## Opis

### Konstrukcja

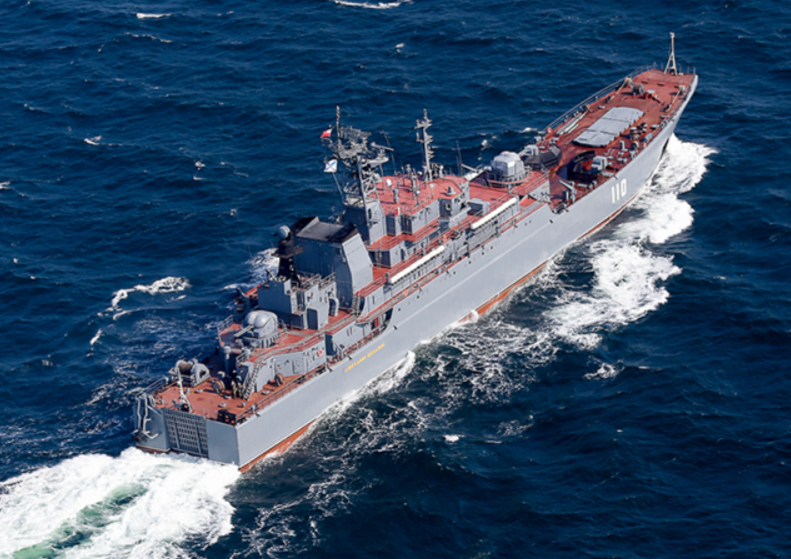
„Aleksandr Szabalin” proj. 775/II (późnej odmiany) od góry

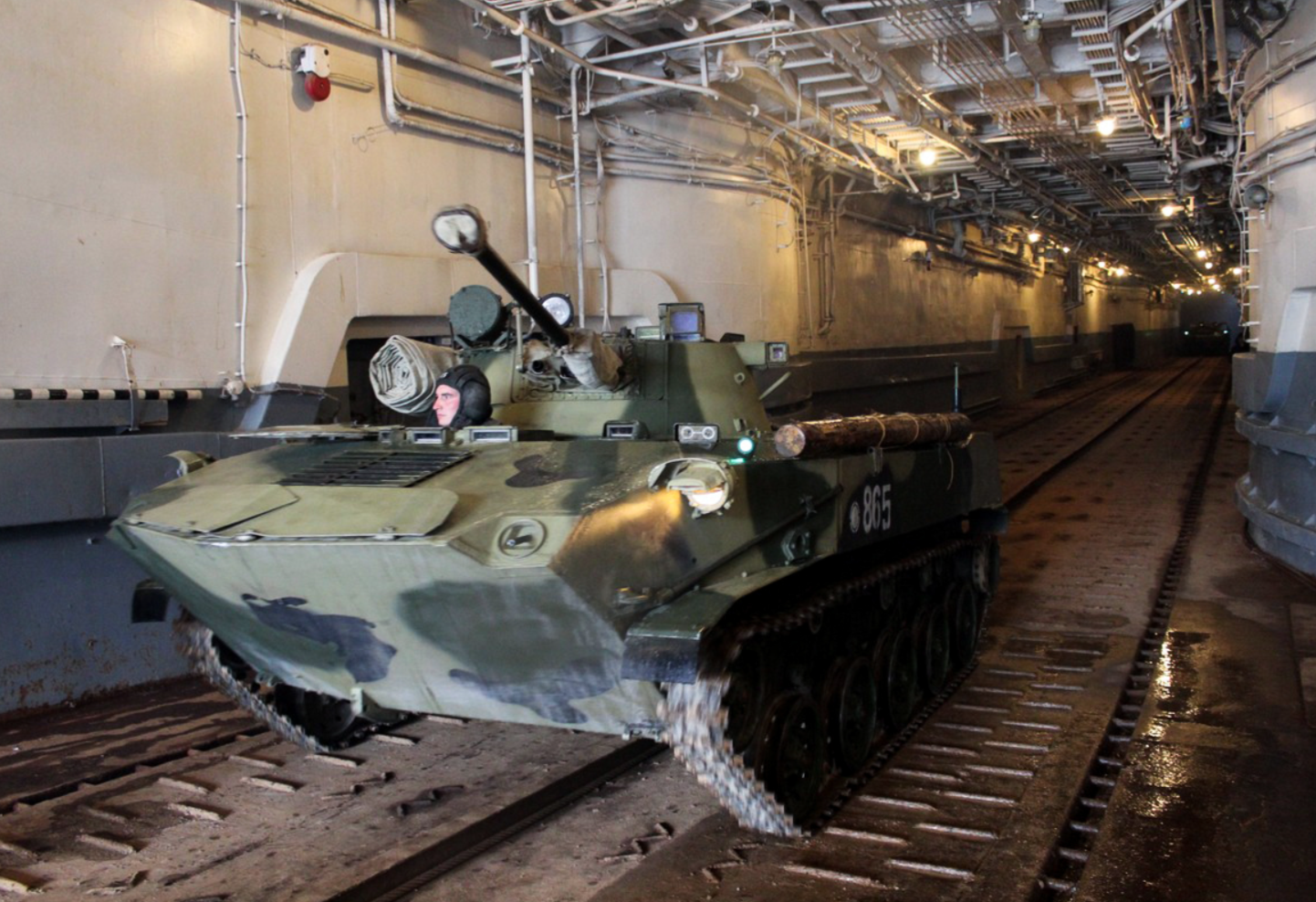
Ładownia okrętu „Cezar Kunikow”

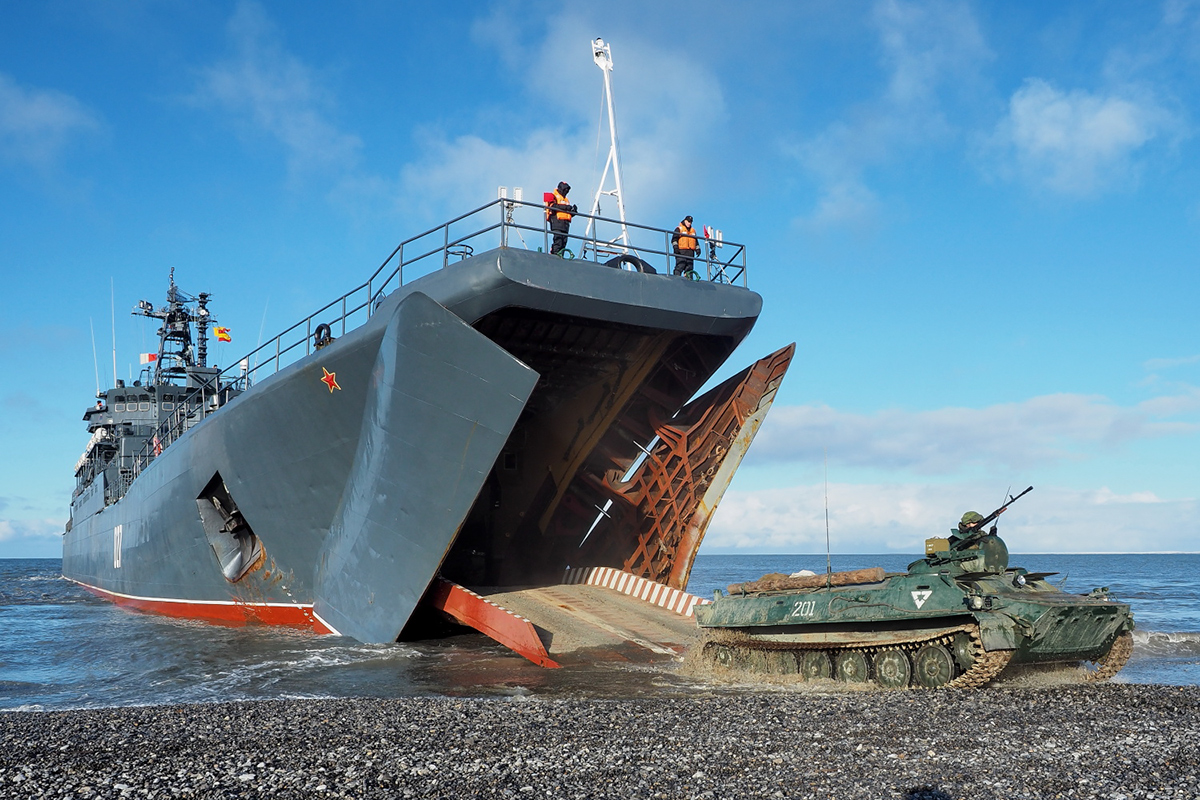
Wyładunek MT-LB z okrętu „Kondopoga”

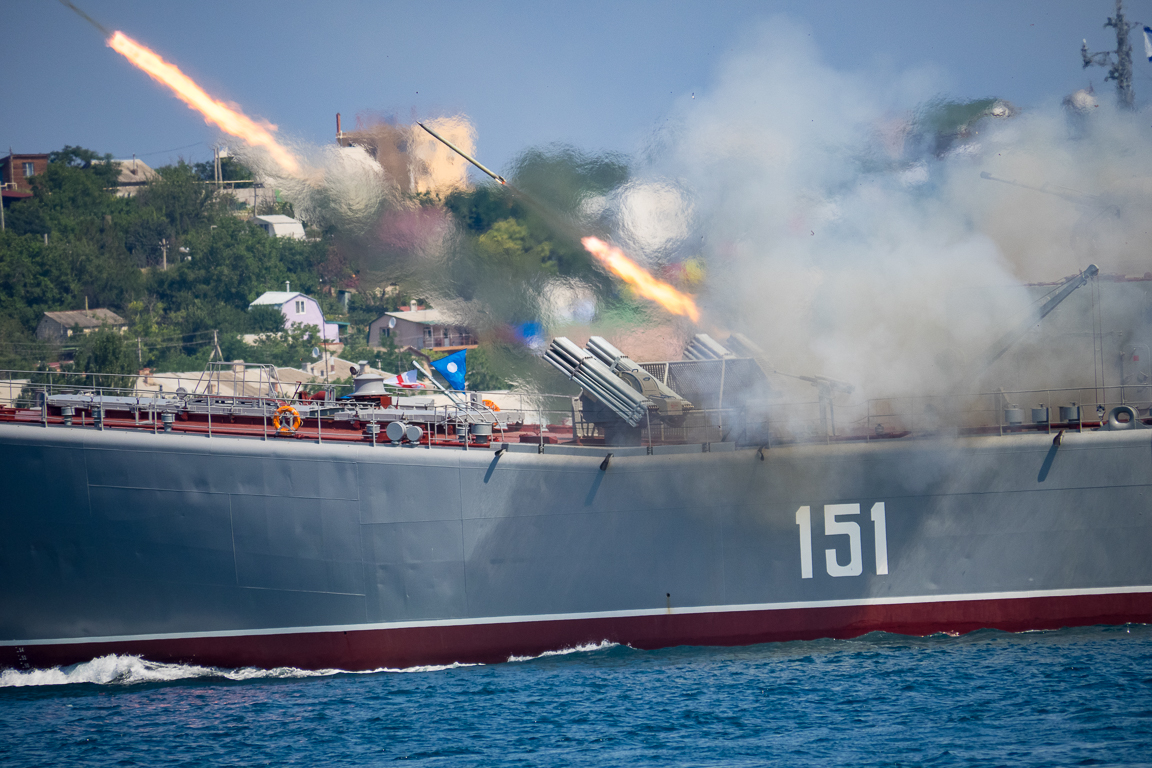
Salwa rakiet z okrętu „Azow”

Okręt desantowy typu ro-ro, z zakrytym pokładem czołgowym na całej długości kadłuba. Architektura jednostek jest typowa dla okrętów desantowych podchodzących do brzegu, ze wznoszącym się pokładem dziobowym, furtą na dziobie i nadbudówką zajmującą śródokręcie i rufę. Długa bryła nadbudówki zwieńczona jest masztem kratownicowym z radarem, a na jej końcu znajduje się szeroki komin o kształcie ściętego ostrosłupa, mieszczący wyloty spalin ze znajdujących się pod nim burtowych maszynowni. Pokład czołgowy zajmuje wysokość dwóch pokładów (4,5 m), a po jego bokach wzdłuż burt są oddzielone wzdłużnymi grodziami pomieszczenia żołnierzy desantu, a w tylnej części maszynownie. Ładownia na długości 55 m od dziobu ma szerokość 6,5 m, a na dalszej długości 40 m ma szerokość 4,5 m. Na dziobie okręty mają małe zanurzenie, rosnące w kierunku rufy. Kadłub pod pokładem czołgowym dzieli się na 12 poprzecznych przedziałów wodoszczelnych i ma dno podwójne na całej długości. 
W dziobnicy jest otwierana dwudzielna furta i za nią opuszczana pochylnia do desantowania, zamykająca ładownię. Na rufie znajduje się natomiast furta do załadunku. Okręty mają wzmocnienia dna w części dziobowej oraz zbiorniki balastowe ułatwiające wchodzenie na plażę i schodzenie z niej. W tym celu wyposażone są też w kotwicę na rufie, rzucaną przed desantowaniem i służącą do ściągania z brzegu. Okręty mogą transportować do 13 czołgów lub transporterów opancerzonych albo 20 ciężarówek i w obu wariantach 150 żołnierzy. Załoga liczy 87 osób, w tym 8 oficerów.
Wyporność okrętu niezaładowanego wynosi 2900 ton (czasem podawana jako standardowa), a pełna – 4400 ton. Długość całkowita wynosi 112,5 m, a na linii wodnej 105 m, szerokość wynosi 15 m, a zanurzenie maksymalne 3,17 m.

### Uzbrojenie
Uzbrojenie artyleryjskie okrętów proj. 775/I i 775/II stanowią cztery automatyczne armaty uniwersalne kalibru 57 mm AK-725 w dwóch dwudziałowych wieżach, umieszczonych przed i za nadbudówką i kierowanych radarem artyleryjskim Bars na rufie.  W projekcie 775/III uzbrojenie stanowi pojedyncza armata uniwersalna 76 mm AK-176 w wieży przed nadbudówką, kierowana radarem MR-123 Wympieł na rufie, oraz dwa zestawy artyleryjskie obrony bezpośredniej kalibru 30 mm AK-630M na rufie, kierowane tym samym radarem. Zapas amunicji wynosi 2200 nabojów 57 mm lub 550 nabojów 76 mm. Ponadto okręty mają do samoobrony dwie poczwórne wyrzutnie pocisków przeciwlotniczych bardzo bliskiego zasięgu samonaprowadzających się na podczerwień Strieła-3, z zapasem 32 pocisków. 
W toku budowy, od okrętu projektu 775/II o numerze 19 (z wyjątkiem nr 20), okręty otrzymały ponadto dwie dwudziestoprowadnicowe wyrzutnie UMS-73 niekierowanych pocisków rakietowych kalibru 122 mm Grad-M, służących do wsparcia desantu. Zapas amunicji wynosił 160 pocisków. Okręty mogą też służyć do stawiania 92 min morskich, przewożonych wówczas w ładowni.

### Wyposażenie
W skład wyposażenia radioelektronicznego wchodzi stacja radiolokacyjna wykrywania nawodnego i powietrznego MR-302 Rubka, a na okrętach proj. 775/III – MR-352 Pozitiw, umieszczona na szczycie masztu kratownicowego. Antena stacji Pozitiw wyróżnia się umieszczeniem w półkulistej dielektrycznej osłonie, na bardziej masywnym maszcie kratownicowym o formie piramidy. Do kierowania ogniem artylerii okręty mają radar MR-103 Bars na kolumnie za kominami, albo MR-123/176 Wympieł-A w przypadku proj. 775/III. Okręty ponadto posiadają radar nawigacyjny Don, a na proj. 775/III: Wajgacz/Najada. Okręty wyposażone są w dwie wyrzutnie celów pozornych PK-16 kalibru 82 mm. Projekt 775/III ma też kompleks urządzeń walki radioelektronicznej Start.

### Napęd
Napęd stanowią dwa silniki wysokoprężne 16 ZVB 40/48 o łącznej mocy 19 200 KM, napędzające dwie śruby. Śruby i stery są w tunelach na rufie dla uniknięcia uszkodzeń. Prędkość maksymalna wynosi 17,5 węzła. Zasięg okrętów wynosi 3500 Mm przy prędkości 16 w i 6000 Mm przy prędkości 12,5 w.

## Służba

### W ZSRR

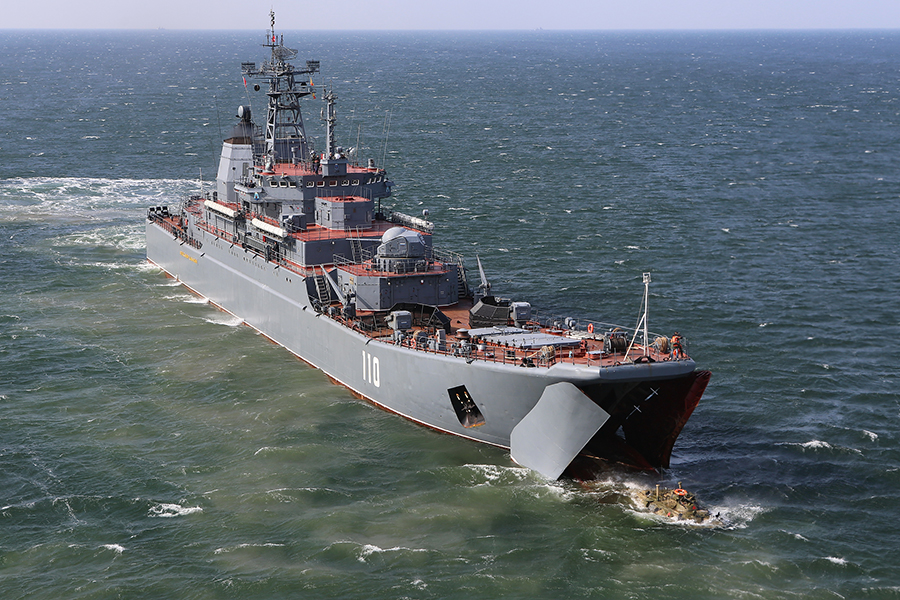
„Aleksandr Szabalin” proj. 775/I

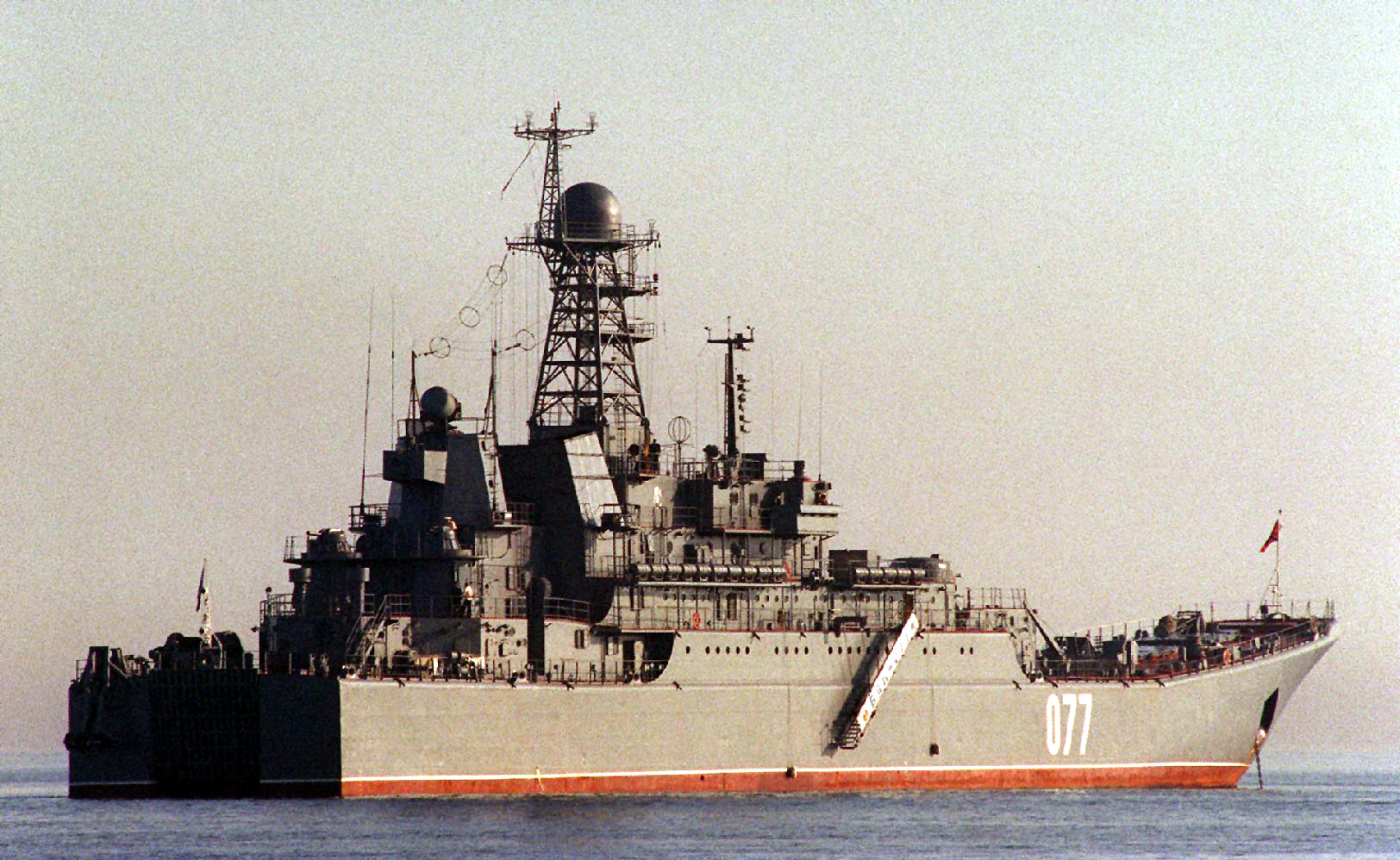
„Pierieswiet” proj. 775/III

Okręty projektu 775 wchodziły na uzbrojenie Marynarki Wojennej ZSRR od 1974 roku. Początkowo otrzymywały oznaczenia alfanumeryczne: SDK (СДК) z numerami (nie nadawanymi kolejno), od 1983 roku zmieniane na BDK (БДК) z zachowaniem dotychczasowych numerów. Najpierw otrzymywała je Flota Oceanu Spokojnego i Flota Północna, a dopiero w latach 80. Flota Bałtycka i jako ostatnia Flota Czarnomorska. Jeden radziecki okręt BDK-119 (nr budowy 12) w 1979 roku został sprzedany marynarce Jemenu. Po wejściu do służby całej serii, na początku lat 90. Flota Oceanu Spokojnego miała 9 okrętów, Flota Północna 8 okrętów, Flota Czarnomorska i Flota Bałtycka po 5 okrętów.

### W Rosji i Ukrainie
Po likwidacji ZSRR 26 grudnia 1991 roku i późniejszym o kilka lat podziale Floty Czarnomorskiej, początkowo podporządowanej siłom zbrojnym WNP, okręty zostały z wyjątkiem jednego przejęte przez Rosję. Do połowy lat 90. wycofano ze służby i skasowano siedem najbardziej zużytych okrętów pierwszej serii (BDK-47, 48, 63, 90, 181, 197, 200), a w 2005 jeszcze BDK-183 „Kotłas”. Pozostałe okręty w marynarce wojennej Rosji sukcesywnie otrzymywały zamiast numerów nazwy własne. W 2006 roku nadal było ich 18 w służbie. W 2015 roku było 15 okrętów, w tym wszystkie trzy proj. 775/III („Azow”, „Korolow” i „Pierieswiet”). Rozdzielone były w następujący sposób (w nawiasach numery burtowe):
- Flota Czarnomorska: „Azow” (151), „Cezar Kunikow” (158), „Jamał” (156), „Nowoczerkassk” (142),
- Flota Bałtycka: „Korolow” (130), „Minsk” (127), „Kaliningrad” (102), „Aleksandr Szabalin” (110),
- Flota Północna: „Gieorgij Pobiedonosiec” (016), „Oleniegorskij gorniak” (012),  „Kondopoga” (040), „Aleksandr Otrakowskij” (031),
- Flota Oceanu Spokojnego: „Pierieswiet” (077), „Oslabia” (066), „Admirał Niewielskoj”[17] (055).

Jeden okręt BDK-56 po podziale Floty Czarnomorskiej został przekazany w 1996 roku marynarce Ukrainy, w której służył pod nazwą „Kostiantyn Olszanśkyj”. Podczas aneksji Krymu przez Rosję, został jednak 24 marca 2014 roku zagarnięty przez Rosję.
W okresie prowadzenia przez Rosję współpracy międzynarodowej z państwami zachodnimi na początku XXI wieku okręty tego typu systematycznie brały udział w ćwiczeniach takich jak manewry NATO na Bałtyku BALTOPS (zwłaszcza „Kaliningrad”) oraz działania międzynarodowego zespołu BLACKSEAFOR na Morzu Czarnym. W drugiej dekadzie wieku okręty Floty Czarnomorskiej wykorzystywano m.in. do przerzucania wojsk i zaopatrywania rosyjskiego kontyngentu w Syrii.
Okręty projektu 775 wykorzystywano bojowo zarówno w czasie wojny z Gruzją w 2008, jak i z Ukrainą od 2022 roku. W styczniu 2022 roku przebazowano w tym celu na Morze Czarne dwie jednostki tego projektu z Floty Północnej („Gieorgij Pobiedonosiec” i „Oleniegorskij gorniak”) i trzy z Floty Bałtyckiej („Korolow”, „Minsk”, „Kaliningrad”), które dołączyły do czterech okrętów Floty Czarnomorskiej. 
- Dwa okręty: „Nowoczerkassk” i „Cezar Kunikow” odniosły niewielkie uszkodzenia i straty w załodze podczas wybuchu na okręcie desantowym proj. 1171 „Saratow” 24 marca 2022 roku w porcie w Berdiańsku[34].
- „Oleniegorskij gorniak” został w nocy 3/4 sierpnia 2023 roku uszkodzony w ataku łodzi bezzałogowych (dronów morskich) w Noworosyjsku[35].
- W nocy 12/13 września 2023 roku „Minsk” został poważnie uszkodzony i prawdopodobnie całkowicie zniszczony w ukraińskim ataku rakietowym na dok w Sewastopolu[18].
- 26 grudnia 2023 roku „Nowoczerkassk” został zatopiony w porcie w Teodozji w ukraińskim ataku rakietowym[21].
- Okręt „Cezar Kunikow” został zatopiony przez ukraińskie drony nawodne 14 lutego 2024 r. przy południowym brzegu Krymu[19][36].
- Okręty Azow” i Jamał prawdopodobnie zostały uszkodzone w nieznanym stopniu w nocy 23/24 marca 2024 w wyniku zmasowanego ataku ukraińskich rakiet manewrujących i dronów na okupowany Krym[37].

### Inne kraje
Jedyny okręt marynarki Jemenu Południowego był oznaczany tylko numerem burtowym: 139. Po zjednoczeniu kraju w maju 1990 roku przeszedł do marynarki Jemenu. W latach 1991–93 był remontowany w Polsce. Od 1999 roku był wykazywany w rocznikach flot jako wycofany z czynnej służby i niesprawny. Został wycofany w 2002 roku i sprzedany w ręce cywilne, po czym wykorzystywany jako statek transportowy.
Okręty projektu 775 nie były rozpatrywane jako uzbrojenie polskiej Marynarki Wojennej, która miała rozbudowane siły desantowe opierające się na mniejszych i starszych okrętach projektu 770 i pochodnych. Od 1977 roku prowadzono prace nad ich następcami i w 1983 roku założono zestaw uzbrojenia w postaci armat AK-176 i AK-630M oraz wyrzutni niekierowanych pocisków rakietowych (podobny jak w okrętach proj. 775/III). W 1984 roku przedstawiono projekty wstępne, z których niektóre nawiązywały wyglądem do projektu 775. Zostały jednak odrzucone i Marynarka Wojenna następnie zażądała mniejszych i tańszych średnich okrętów desantowych, co doprowadziło do skonstruowania okrętów projektu 767.